# 史上初の女性一覧
史上初の女性一覧（しじょうはつのじょせいいちらん）は、女性として初めて歴史的なことがらを達成した人物の一覧である。記事の分類は日本十進分類法 (NDC) を基本とする。

## 総記

### 002 知識.学問.学術
- 女性著述家としてその名が記録されている初の女性 - エンヘドゥアンナ[1]（アッカド王女、前2285頃-前2250頃）
- 女性として初めてロンドンの王立協会に出席 - マーガレット・キャヴェンディッシュ 1667年[2]
- 女性として初めて王立協会の会員に選ばれる - キャスリーン・ロンズデール[3]、マージョリー・スティーブンソン[4] 1945年

### 007 情報学.情報科学
- コンピュータ・プログラマ - エイダ・ラブレス(1815年-1852年) [5][6]
- IBMフェロー - フランシス・E・アレン 1989年[7][8]
- チューリング賞受賞 - フランシス・E・アレン 2006年[7][8]

### 010 図書館.図書館情報学
- アメリカ議会図書館館長 - カーラ・ヘイデン 2016年-2025年、女性として、アフリカ系として初めての就任[9]

### 065 親睦団体.その他の団体
- 国際ロータリー会長 - ジェニファー・E・ジョーンズ（英語版） 2022-2023年度会長[10]

## 歴史
- 朝鮮半島初の女王 - 善徳女王 即位634年 新羅第27代王[11]
- 重要な歴史書を著したヨーロッパ初の女性 - アンナ・コムネナ　『アレクシアス（アレクシオス1世伝）』（1148年頃）の著者[12]

## 地理

### 297 オセアニア.両極地方
- 南極に足を踏み入れる -  キャロライン・ミケルセン 1935年2月20日[13][14]
- 南極で一年を過ごす - ジャッキー・ロンネ（英語版）、ジェニー・ダーリントン（英語版） 1947年-1948年[15][16]
- 北極点に犬ぞりと徒歩で到達 - アン・バンクロフト 1986年5月1日[16]
- 陸づたいで南極点に到達 - ビクトリア・E・マーデン、シャーリー・メス 1989年1月17日[14]
- 南極点にスキーで単独到達 - リブ・アーネセン（英語版） 1994年[17][16]
- 三極点到達 - ティナ・シュグリアン（英語版） 2002年 夫のトーマスとともに達成[18][16]
- 単独で南極大陸横断 - フェリシティ・アストン（英語版） 2011年11月-2012年1月23日[19][20]

## 社会科学

### 310 政治
- 女性として英国下院議員に初当選 - コンスタンツ・マルキエビッチ 1918年 登院はしなかった[21]
- 英国で女性初の下院議員 - ナンシー・アスター（英語版） 1919年[21]。1921年まで唯一の女性議員だった[21]
- 首相 - シリマヴォ・バンダラナイケ 1960年 スリランカ[22]
  - 首相在任中に出産 - ベナジル・ブット 1990年 パキスタン [23][24]
  - 首相在任中に産休取得 - ジャシンダ・アーダーン 2018年 ニュージーランド[24]
  - イタリア初の女性首相 - ジョルジャ・メローニ 2022年[25]
- 大統領 - イサベル・ペロン 1974年 アルゼンチン[26]
  - 選挙で選ばれた大統領 - ヴィグディス・フィンボガドゥティル 1980年[26][27][28][29]
  - 選挙で選出されたアフリカ初の女性大統領 - エレン・ジョンソン・サーリーフ 2005年[30]
  - アメリカ合衆国副大統領 - カマラ・ハリス　2021年[31][32]
- 大使
  - 駐日米国大使 - キャロライン・ケネディ [33][34] 2013年11月19日[35]から2017年1月18日[36]まで
  - 駐日英国大使 - ジュリア・ロングボトム[37] 2021年3月29日[38]から
- アメリカ合衆国国務長官 - マデレーン・オルブライト 1997年1月就任[39]

### 320 法律
- アメリカ合衆国最高裁判所の判事 - サンドラ・デイ・オコナー 1981年[40][41]

#### 329 国際法
329.33 国際連合
- 人権委員会の委員長 - エレノア・ルーズベルト 1949年 初代委員長[42]
- 事務次長補(ASG) - ヘルビ・シピラ（英語版） 1972年[43][44]
- 第1回国連世界女性会議の事務局長 - ヘルビ・シピラ 1975年[43]
- 国際機関の長 - ナフィス・サディク（英語版） 1987年　国連人口活動基金(UNFPA)事務局長[45]
- 事務総長特別代表(SRSG) - マーガレット・ジョーン・アンスティー（英語版） 1992年 アンゴラ担当[46]
- 副事務総長 - ルイーズ・フレシェット 1998年 初代副事務総長[47]
- 国連警察顧問 - アン=マリー・オルラー 2010年 国連平和維持活動局の主任警察顧問[48]
- 国連平和維持活動の司令官 - クリスティン ルンド（英語版） 2014年 ノルウェー陸軍少将。キプロスの国連平和維持部隊を率いる[49][50]

### 330 経済
- 国際通貨基金（IMF）専務理事 - クリスティーヌ・ラガルド 2011年[51]
- 欧州中央銀行総裁 - クリスティーヌ・ラガルド 2019年[52]

### 370 教育
- アメリカの大学への入学 - 1833年 オーバリン大学がアメリカ合衆国の大学ではじめて女性の入学を認める[53]

#### 377 大学
377.13 大学教職員
- パリ大学初の女性講師 - マリ・キュリー 1906年[54][55]

377.5 学位
- 大学の学位を取得 - エレナ・コルナロ・ピスコピア 1678年[56]
- アメリカで医学博士号を取得 - エリザベス・ブラックウェル 1849年[57]
- フランスで博士号を取得 - マリ・キュリー 1903年[58]
- アフリカ系アメリカ人女性としてはじめて化学の博士号を取得 - マリー・デイリー（英語版） 1947年[53]

377.7 学術研究奨励
- ノーベル賞受賞 - マリ・キュリー 1903年 ノーベル物理学賞をアンリ・ベクレルとピエール・キュリーと共に受賞[53][59]
- ノーベル平和賞 - ベルタ・フォン・ズットナー 1905年 [60]
- ノーベル文学賞 - セルマ・ラーゲルレーヴ 1909年[61]
  - ノーベル文学賞（アジアの女性初の受賞） - ハン・ガン 2024年[62]
- ノーベル化学賞 - マリ・キュリー 1911年 2つのノーベル賞を受賞した唯一の女性[59]
  - ノーベル化学賞（男性を含まない受賞） - エマニュエル・シャルパンティエとジェニファー・ダウドナ 2020年 ノーベル化学賞を共同受賞。自然科学部門で初の男性を含まない女性2人の共同受賞となる[63][64]。
- ノーベル生理学・医学賞 - ゲルティー・コリ 1947年 カール・コリとバーナード・ウッセイと共に受賞。アメリカ人女性としてはじめてノーベル賞を受賞[65]
  - ノーベル生理学・医学賞を単独受賞 - バーバラ・マクリントック 1983年[66]
- ノーベル経済学賞 - エリノア・オストロム 2009年 オリバー・ウィリアムソンと共に受賞[67]

## 自然科学

### 440 天文学
- イギリスの王立天文学会の名誉会員 - カロライン・ハーシェル[53]、メアリー・サマヴィル[68]　1835年

### 460 生物科学.一般生物学
- 米国遺伝学会初の女性会長 - バーバラ・マクリントック [69]

## 医学
- 公認の医師としてその名が記録されている初の女性 - ペセシェト（英語版）　前2400年代、エジプトの医師[70]
- イギリスで公的に医師登録 - エリザベス・ブラックウェル 1859年 アメリカで初の女医[71][72]

## 技術
- 自分の発明で特許を取得 - シビラ･マスターズ（英語版） 1715年 米国の女性として初[56]

### 520 建築
- プリツカー賞 - ザハ・ハディッド 2004年[73][74]
- 王立英国建築家協会（RIBA）ゴールドメダル - ザハ・ハディッド 2016年[75]

### 530 機械工学
538.9 宇宙工学
- 宇宙飛行 - ワレンチナ・テレシコワ 1963年6月16日[76][53][77]
- スペースシャトルパイロット - アイリーン・コリンズ 1995年2月[78]
- スペースシャトル船長 - アイリーン・コリンズ 1999年7月[78]
- 民間女性初の宇宙旅行者 - アニューシャ・アンサリ 2006年[79]

## 産業

### 670 商業
- 世界貿易機関(WTO)事務局長 - ンゴジ・オコンジョ・イウェアラ 2021年[80]

### 680 運輸.交通
- 世界中をドライブ - アロハ・ワンダーウェル（英語版） 1922年–1937年[81]
- 航空機客室乗務員 - エレン・チャーチほか7名 1930年5月15日[82]
- アメリカ航空の機長 - エミリー・ハウエル・ワーナー（英語版） 1976年[83]

## 芸術
- ルーヴル美術館館長 - ローランス・デ・カール（英語版） 2021年9月1日就任[84][85]

### 740 写真
- 「ナショナルジオグラフィック」誌に写真が掲載される - エリザ・シドモア 1907年[86]
- 「ナショナルジオグラフィック」専属写真家となる - キャスリン・レビス（Kathleen Revis） 1953年[87][88]
- 「ナショナルジオグラフィック」写真担当編集責任者となる - サラ・リーン（Sarah Leen） 2013年[87]

### 760 音楽
- 複数のグラミー賞を受賞 - エラ・フィッツジェラルド 1958年[89]
- 全米チャート（Billboard Hot 100）1位 - コニー・フランシス 1960年 「恋にはヨワイ（英語版）」で女性ソロ・アーティストとして初めてBillboard Hot 100の1位となった[90][91]
- グラミー賞の主要部門賞を複数獲得 - キャロル・キング 1971年[89]
- 全米チャート（Billboard Hot 100）で10週連続1位 - デビー・ブーン（英語版） 1977年「恋するデビー（原題：You Light Up My Life）」[91]
- 女性アーティストのコラボレーション曲で全米チャート（Billboard Hot 100）1位 - ドナ・サマーとバーブラ・ストライサンド　1979年「ノー・モア・ティアーズ（イナフ・イズ・イナフ）（英語版）」[91]
- 全英アルバムチャート1位 - ケイト・ブッシュ 1980年「魔物語（原題：Never For Ever）」[90]　英国出身の女性ソロ・アーティストとして初[92]
- ブザンソン国際指揮者コンクール優勝 - 松尾葉子 1982年 女性として史上初[93]
- ロックの殿堂入り - アレサ・フランクリン 1987年[94][95]
- 作詞・作曲、プロデュース、レコーディングを自身で行った曲で全米チャート（Billboard Hot 100）1位 - デビー・ギブソン 1988年「フーリッシュ・ビート（原題：Foolish Beat）」[91]
- 1980年代・1990年代・2000年代に全米チャート（Billboard Hot 100）1位 - ジャネット・ジャクソン 2000年8月26日「ダズント・リアリー・マター」[91][96][注 1]
- 自分の曲で全米チャート（Billboard Hot 100）1位を置き換える - テイラー・スウィフト 2014年11月29日「シェイク・イット・オフ」[98]から「ブランク・スペース」へ[91][99]
- Apple Musicで累計20億再生を突破 - リアーナ 2018年3月8日[100]

#### 769 舞踊.バレエ
- 職業ダンサーとしてバレエに出演 - ラ・フォンテーヌ 1681年[101][102]

### 770 演劇

#### 778 映画
- ゴールデングローブ賞監督賞受賞 - バーブラ・ストライサンド 1983年 『愛のイエントル』で受賞[103][104]
  - クロエ・ジャオ - 2021年 アジア人女性として初めてゴールデングローブ賞監督賞を受賞[103][104]
- アカデミー監督賞受賞 - キャスリン・ビグロー 2010年[105][106]
  - クロエ・ジャオ - 2021年 アジア人女性として初めてアカデミー賞監督賞を受賞[107]

## スポーツ.体育

### 780 スポーツ、体育
- オリンピックへの参加 - 22名の女性 1900年第2回パリ大会[108][109]
- オリンピック金メダリスト - エレーヌ・ド・プルタレス1900年 セーリング（チームとして優勝）[110]
  - オリンピック金メダリスト（個人） - シャーロット・クーパー 1900年 女子テニスシングルス[111]
- オリンピック最終聖火ランナー - エンリケッタ・バシリオ 1968年[112]
- オリンピック個人種目4連覇 - 伊調馨 2016年[113]
- オリンピック聖火リレー第1走者 - アンナ・コラカキ（英語版） 2020年[114][115]

#### 783 球技
- UEFAチャンピオンズリーグ主審 - ステファニー・フラパール 2020年[116]
- メジャーリーグベースボール初の女性ゼネラルマネージャー - キム・アング[117]
- スーパーボウル審判 -  サラ・トーマス（英語版） 2021年[118]
- FIFAワールドカップ主審 - ステファニー・フラパール 2022年[119][120]

#### 786 戸外レクリエーション
786.1 登山.ワンダーフォーゲル
- アルプス三大北壁登頂 - 今井通子	1971年[121]
- エベレスト登頂 - 田部井淳子 1975年5月16日[122]
- 七大陸最高峰登頂 - 田部井淳子 1992年6月28日[122]
- K2登頂 - ヴァンダ・ルトキエヴィチ 1986年6月23日[123]

## 文学
- 職業作家となったヨーロッパ初の女性 - クリスティーヌ・ド・ピザン（1364年-1430年）[124]
- ノーベル文学賞 - セルマ・ラーゲルレーヴ 1909年[125]
  - ハンガン -2024年、アジアの女性として初のノーベル文学賞受賞[62]。
- ピューリッツァー賞 詩部門 - サラ・ティーズデール 1918年「Love Songs」[126]
  - グウェンドリン・ブルックス - 1950年「Annie Allen」でピューリッツァー賞詩部門受賞[126]。アフリカ系アメリカ人として初のピューリッツァー賞受賞[127]
- ピューリッツァー賞 小説部門 - イーディス・ウォートン 1921年「Age of Innocense（邦題：汚れなき時代、エイジ・オブ・イノセンス 汚れなき情事、無垢の時代）」[128]
- ピューリッツァー賞 戯曲部門 - ゾーナ・ゲイル（英語版） 1921年「Miss Lulu Bett（邦題：悩める花）」[129]
- ピューリッツァー賞 一般ノンフィクション部門 - バーバラ・タックマン 1968年「The Guns of August（邦題：八月の砲声）」[130]
- 国際ブッカー賞 - ハンガン 2016年『菜食主義者』でアジアの出身者として初めて受賞[62]